# 6949 Зісселл
6949 Зісселл (6949 Zissell) — астероїд головного поясу, відкритий 11 вересня 1982 року.
Тіссеранів параметр щодо Юпітера — 3,496.